# Eyes Open
Eyes Open is het vierde studioalbum door alternatieve rockband Snow Patrol. Het werd wereldwijd op 1 mei 2006, in Nederland op 28 april en op 9 mei in de Verenigde Staten uitgebracht als de opvolger van Final Straw uit 2003. Er waren twee leadsingles, de Europese You're All I Have en in de Verenigde Staten was dat Hands Open. Op het album verlaat de band definitief de indierock en gaat het meer de powerpop-kant op, naast de al aanwezige alternatieve rock.
Het album werd zowel kritisch als commercieel goed ontvangen en kenmerkte zich door haar uithoudingsvermogen. Het album verbleef 88 weken in de Nederlandse Album Top 100, 74 weken in de Vlaamse Ultratop 40 en 66 weken in de Amerikaanse Billboard 200. Het album verblijft tot op heden nog in de Britse albumlijst, met een duur van 173 weken (drie jaar en achttien weken). Dit is grotendeels te verklaren door het succes van de singles Chasing Cars en Shut Your Eyes, waarbij de eerstgenoemde in ruim tien landen de top veertig behaalde en de tweede het vooral in de Vlaanderen, Nederland en Duitsland goed deed.

## Achtergrondinformatie
Na het uitgebreide toeren ter promotie van het derde studioalbum Final Straw, besloot de band na een pauze van zes weken een begin te maken met het vierde album. Daarvoor bracht de groep tijdens de Amerikaanse tourperiodes door in de studio's en debuteerden Chasing Cars, It's Beginning to Get to Me en Your Halo bij enkele optredens.

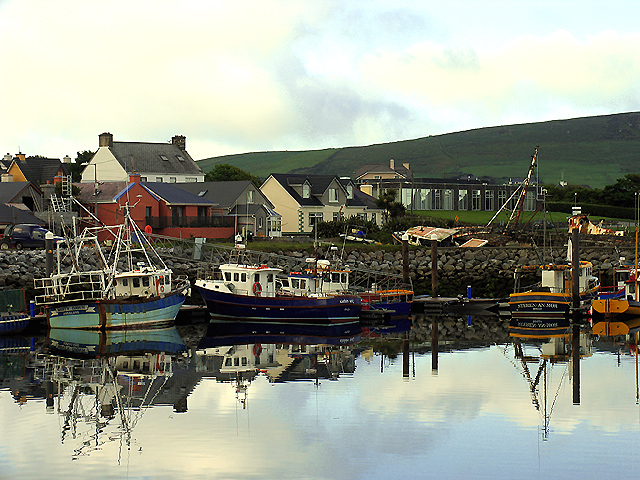
De haven van Dingle.

Voor het opnemen had de band meer ruimte en geld beschikbaar om dit in goede lijnen te doen. Dit is in tegenstelling tot Final Straw waar door tijdgebrek en weinig geld dit nauwelijks mogelijk was. Het grootste gedeelte van het album is opgenomen in de Parkgate Studios in het Verenigd Koninkrijk en het album werd afgerond in de Grouse Lodge Studios te Ierland. Voor het opnemen sloot de band zich in The Roundhouse, een op een heuvel gebouwd huisje in Dingle, Ierland af van de buitenwereld. Dit deden zij in navolging van Kate Bush, nadat zij hoorden dat haar album ook op deze locatie was opgenomen. De band noemde het plaatsje melancholisch en dramatisch, met zicht over de Atlantische Oceaan. In deze fase kreeg de band de kans zich binden met Paul Wilson, de nieuwe bassist na het vertrek van Mark McClelland. Volgens gitarist Nathan Connolly was het voor de band goed dat zij zich afsloten, om zo elkaar opnieuw te leren kennen na de lange en uitputtende tourschema's. Na de sessies in Ierland, ging de band terug naar Glasgow, Schotland om verder te schrijven op te nemen. In een sessie in een plaatselijke opnamestudio ontstonden aan de hand van Connolly, Wilson en zanger en schrijver Gary Lightbody ruim dertig nummers mee en werkten daar met producer Garrett "Jacknife" Lee aan. Lee hielp de band ook met voorganger Final Straw uit 2003 en op de latere A Hundred Million Suns uit 2009. De band nam ook enkele nummers op in de Londense The Garden.
Onder een van de vroeg afgeronde nummers bevond zich Chasing Cars, dat naar zijn zeggen het puurste liefdesliedje is dat hij ooit heeft geschreven. Waar de meeste nummers met de liefde als thema een zwart randje hebben, ontbreekt dit in het nummer. De zanger noemde het nummer in de studioversie "groots". Het nummer Make this Go on Forever is een van de laatst geschreven nummers en aan It's Beginning to Get to Me is een tijdje gewerkt. Lightbody gaf toe dat de band een tijd niet aan het nummer had gedacht en later weer aan werkte, waardoor het steviger en als een "echte monster" klonk. Andere nummers die vroeg waren afgerond, waren You're All I Have, Open Your Eyes, The Only Noise en You Could Be Happy.

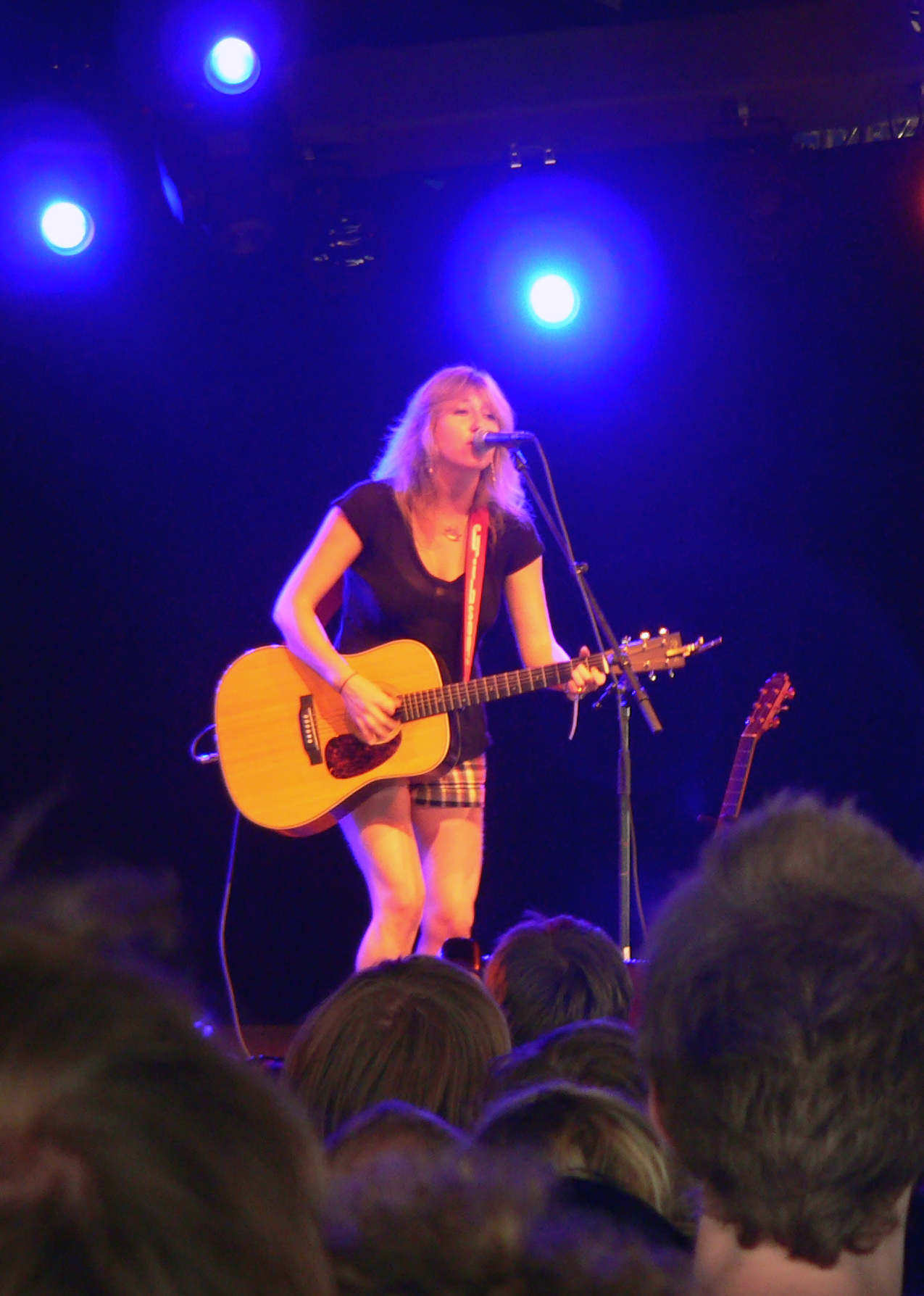
Folkzangeres Martha Wainwright werd uitgenodigd voor een samenwerking.

Een van de albums die de bandleden vaak luisterden, was de ep Bloody Mother Fucking Asshole van folkzangeres Martha Wainwright. Lee kwam hierdoor op het idee dat de stemmen van Wainwright en Lightbody goed met samen konden werken. Uit de Schotse kant kwam het verzoek aan de zangeres of zij geïnteresseerd zou zijn in een eventuele samenwerking en Wainwright vroeg de band vervolgens om het nummer. De band had echter nog geen potentieel nummer klaarstaan en begon te werken aan een nummer dat uiteindelijk met Set the Fire to the Third Bar werd uitgebracht op single. Lightbody schreef drie maanden aan songteksten van nummers op het album en vond het hier en daar erg duister klinken. Met de samenwerking in gedachten, schreef Lightbody het nummer in twintig minuten en noemde het een opluchting vanwege de themaverandering. Hij omschreef het nummer als een liefdesaubade aan Wainwrights stem. "The Third Bar" verwijst naar Lightbody's kindertijd, waarin de verwarming enkele klikken (bar's) omhoog gezet moest worden om meer warmte uit te stralen. Deze verwijzing kwam bij de schrijver op nadat hij in een koude kamer in de winter van 2005 aan het schrijven was. Daarnaast laat het de baken van warmte van een nummer over afstand en het proberen iemand te bereiken zien.

## Promotie

### Eyes Open Tour

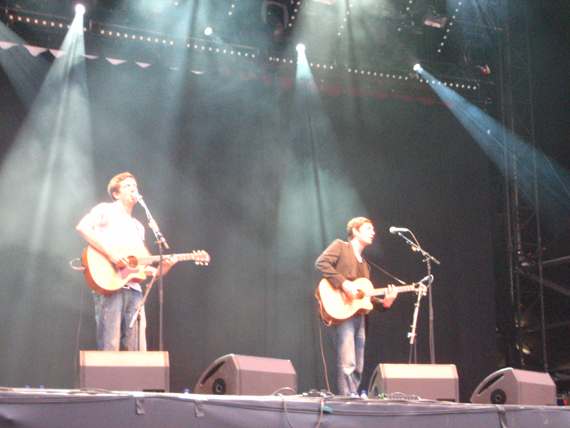
Gitarist Nathan Connolly en frontman Gary Lightbody akoestisch op Pukkelpop.

In 2006 begon Snow Patrol een tour ter promotie van het album en kreeg de Eyes Open Tour als titel mee. De band speelde tot en met 2007 in Europa, Noord-Amerika, Oceanië en Japan. De tour bevatte zeventien legs en deed in de eerste Europese leg in maart onder andere de Brusselse Vorst Nationaal en de Amsterdamse Melkweg aan. Daarna werden een handjevol data gespeeld in de Verenigde Staten, waaronder een akoestische sessie dat werd opgenomen en digitaal uitgebracht onder sessions@AOL. Na een maandje pauze vervolgde de band met in mei, de maand van de release van het album, een korte tour door Groot-Brittannië. In dezelfde maand vloog de band terug naar Noord-Amerika en had daar ongeveer vijftig data gepland. Een groot deel daarvan werd geannuleerd vanwege Lightbody's stemproblemen. In oktober ondernam Snow patrol een tweede Europese tour, waarbij het ook Muziekcentrum Vredenburg in Utrecht aandeed. De zes laatste optredens werden geannuleerd vanwege een arm- en schouderblessure van bassist Paul Wilson. Eind november keerde de band terug naar Groot-Brittannië om daar in de grotere zalen en tenten te spelen. Op 18 en 19 december mocht het optreden in voetbalstadion Wembley.
Het nieuwe tourjaar begon met pech. Drummer Jonny Quinn brak zijn arm in de Alpen waardoor er opnieuw annuleringen dreigden. Omdat de band dit niet opnieuw wilde, riep het een vriend, Graham Hopkins, op om Quinn te vervangen. Hij speelde mee op de derde Europese tour dat uit vijf data bestond, waaronder in de Amsterdamse Heineken Music Hall. Hierna volgde een kleine tour in Oceanië waar Quinn terugkeerde. Eind februari startte een Noord-Amerikaanse tour met een optreden in Mexico. Dit optreden ging echter niet door vanwege douaneproblemen en werd in juni opnieuw ingepland. De band speelde ongeveer 25 shows waarbij gitarist Nathan Connolly op enkele optredens vanwege een voetverzwikking zittend moest spelen om zo verdere annuleringen te voorkomen. De band vloog door naar Japan om daar vier shows te geven, waarna er een Noord-Amerikaanse leg volgde met de ingeplande Mexicaanse datum. Als afsluiter deed de band opnieuw Oceanië aan in september.
De band speelde ook op ongeveer dertig festivals, waaronder Pukkelpop 2007 en Pinkpop 2007.

### Artwork
Het artwork van het album kwam van de hand van Mat Maitland van Big Active in samenwerking met Richard Andrews. Ook hebben zij de cover van leadsingle You're All I Have ontworpen. Het bestaat uit een hevig bewerkte afbeelding van een vrouw en een man in een omhelzing. Linksboven staat de bandnaam en rechtsboven de albumtitel.

## In populaire cultuur
De single Chasing Cars, het derde nummer van het album, verkreeg grote populariteit nadat het te horen was in de slotaflevering Losing My Religion van Grey's Anatomy's tweede seizoen. Het nummer werd na deze aflevering veel gedownload, waardoor er besloten werd tot een release van het nummer. Een speciale versie van de videoclip werd gemonteerd met scènes uit de slotaflevering, afgewisseld met originele scènes van de videoclip. In 2006 was het nummer te horen in de aflevering The Show Must Go On uit One Tree Hill en in Wo ist Fred?. In 2007 was het nummer in de achtergrond te horen in de melodrama As the World Turns. Ook was het in dat jaar te horen in de aflevering Stalker van Cold Case en in Gavin & Stacey. Daarnaast was het nummer live uitgevoerd tijdens BBC's Radio 1's Big Weekend en werd dit nummer in de compilatie uitgezonden op BBC. Daarnaast werd het nummer gezongen in Deutschland sucht den Superstar, de Duitse versie van Idols en in de tweede auditieaflevering van America's Got Talent, de Amerikaanse tak van Britain's Got Talent. Als laatste was het nummer te horen in de aflevering 21 Guns uit de twaalfde seizoen van ER en ook in slotaflevering Bloodline.
In deze aflevering was ook Open Your Eyes te horen, op het moment dat dr. Kovac vastgebonden is en dr. Lockheart in elkaar zakt. Dit nummer heeft ook een groot aantal televisieverschijningen. Het verscheen in 2006 in de aflevering The Starzl Mutation van The 4400 en in de aflevering I Am a Tree van Grey's Anatomy. In 2007 was het nummer te horen in de Pilot-aflevering van The Black Donnellys, in de film The Invisible, waar ook You're All I Have te horen was, en net als Chasing Cars in de aflevering Stalker van Cold Case. Hiernaast was You're All I Have te horen in de film The Jane Austen Book Club.
You Could Be Happy maakte zijn verschijning in de aflevering Promise van Smallville en in een aflevering van Gavin & Stacey. Make This Go on Forever was wederom te horen in Grey's Anatomy, nu in Walk on Water. Set the Fire to the Third Bar was in de trailer van Dear John uit 2010 te horen, waardoor het nummer voor het eerst de Amerikaanse hitlijsten bereikte.

## Tracklist
Alle teksten zijn geschreven door Lightbody, alle muziek is geschreven door Connolly/Lightbody/Simpson/Wilson/Quinn.
| Nr. | Titel                                                       | Duur  |
| --- | ----------------------------------------------------------- | ----- |
| 1.  | You're All I Have                                           | 04:33 |
| 2.  | Hands Open                                                  | 03:17 |
| 3.  | Chasing Cars                                                | 04:28 |
| 4.  | Shut Your Eyes                                              | 03:17 |
| 5.  | It's Beginning to Get to Me                                 | 04:35 |
| 6.  | You Could Be Happy                                          | 03:04 |
| 7.  | Make This Go on Forever                                     | 05:47 |
| 8.  | Set the Fire to the Third Bar (featuring Martha Wainwright) | 03:23 |
| 9.  | Headlights on Dark Roads                                    | 03:30 |
| 10. | Open Your Eyes                                              | 05:41 |
| 11. | The Finish Line                                             | 03:28 |

| Nr. | Titel                     | Duur  |
| --- | ------------------------- | ----- |
| 12. | - (1)                     | 03:55 |
| 13. | In My Arms                | 04:36 |
| 14. | Warmer Climate            | 04:08 |
| 15. | The Only Noise            | 02:53 |
| 16. | Perfect Little Secret (2) | 04:40 |

| Nr. | Titel                            | Duur  |
| --- | -------------------------------- | ----- |
| 1.  | You're All I Have (videoclip)    | 03:52 |
| 2.  | Eyes Open                        | 15:30 |
| 3.  | You're All I Have: The Making Of | 04:40 |

| Nr. | Titel                    | Duur |
| --- | ------------------------ | ---- |
| 1.  | Chasing Cars (live)      |      |
| 2.  | You're All I Have (live) |      |
| 3.  | Chasing Cars (live)      |      |
| 4.  | Interview                |      |

## Singles

### Singleschronologie
| Verenigd Koninkrijk | You're All I Have | Chasing Cars                 | Set the Fire to the Third Bar | Open Your Eyes |                |                               |
| Nederland           | You're All I Have | Chasing Cars                 | Shut Your Eyes                | Open Your Eyes | Shut Your Eyes | Set the Fire to the Third Bar |
| Duitsland           | You're All I Have | Chasing Cars                 | Shut Your Eyes                | Open Your Eyes |                |                               |
| Vlaanderen          | You're All I Have | Chasing Cars                 | Open Your Eyes                | Shut Your Eyes | Shut Your Eyes |                               |
| Australië           | You're All I Have | Chasing Cars                 | Open Your Eyes                |                |                |                               |
| Ierland             | You're All I Have | Hands Open (Freelance remix) | Open Your Eyes                |                |                |                               |
| Verenigde Staten    | You're All I Have | Hands Open                   | Chasing Cars                  |                |                |                               |

### Singles en B-kanten
| Single                        | B-kant(en)                                                                       |
| ----------------------------- | -------------------------------------------------------------------------------- |
| You're All I Have             | The Only Noise                                                                   |
| You're All I Have             | Perfect Little Secret                                                            |
| You're All I Have             | You're All I Have (Minotaur Shock Remix)                                         |
| You're All I Have             | You're All I Have (Live from Koko)                                               |
| You're All I Have             | Run (Live from Koko)                                                             |
| Chasing Cars                  | Play Me Like Your Own Hand                                                       |
| Chasing Cars                  | It Doesn't Matter Where, Just Drive                                              |
| Chasing Cars                  | You're All I Have (Live Recorded At BNN Programme That's Live on March 8th 2006) |
| Chasing Cars                  | How to Be Dead (Live Recorded At BNN Programme That's Live on March 8th 2006)    |
| Chasing Cars                  | Chasing Cars (Live Recorded At BNN Programme That's Live on March 8th 2006)      |
| Hands Open                    | Hands Open (Freelance Hellraiser Remix)                                          |
| Set the Fire to the Third Bar | You're All I Have (Live in Hamburg)                                              |
| Open Your Eyes                | I Am an Astronaut                                                                |
| Open Your Eyes                | You're All I Have (Live in Hamburg)                                              |
| Shut Your Eyes                | Headlights on Dark Roads (Live in Berlin)                                        |
| Shut Your Eyes                | Chocolate (Live in Berlin)                                                       |
| Shut Your Eyes                | You're All I Have (Live in Berlin)                                               |
| Shut Your Eyes                | Set the Fire to the Third Bar (Live in Berlin)                                   |
| Shut Your Eyes                | Spitting Games (Live in Berlin)                                                  |
| Shut Your Eyes                | Open Your Eyes (Live in Berlin)                                                  |
| Shut Your Eyes                | Run (Live in Berlin)                                                             |
| Shut Your Eyes                | Shut Your Eyes (Live in Berlin)                                                  |

## Ontvangst

### Kritisch
Het album werd in het algemeen goed ontvangen door critici.
Website Allmusic recenseerde het album met vier sterren uit een maximum van vijf en noemde het album een meesterwerk. Het noemde Lightbody's songwriting vanuit het hart en trouw aan zelfreflectie zonder te overdrijven. Het koos It's Beginning to Get to Me, Make This Go on Forever en Open Your Eyes als de drie beste nummers. Rolling Stone gaf drie uit vijf sterren en vond het met Make This Go on Forever af en toe overgeproduceerd. Het blad noemde net als Allmusic de songwriting sterk en vond dat het album nog beter zou zijn met nog sterkere nummers. The Guardian vond dat het toeren met U2 Snow Patrol goed heeft gedaan. Het vond de intimiteit groter, waardoor er ruimte voor sterkere melodieën en gitaren met meer rock ontstaat. PopMatters gaf echter een negatieve recensie met een vier uit tien punten. Het noemde de nummers How to Be Dead en Spitting Games de sterkste nummers van Final Straw en vond dat Eyes Open in elkaar is gezet met deze nummers in gedachten. Het noemde Chasing Cars het enige originele nummer.

### Commercieel
In zowel de Nederlandse Album Top 100 als de Vlaamse Ultratop 40 bereikte het album zijn piek na een besteding van maanden in de lijst. In Nederland debuteerde het album op 6 mei 2006 op de 26ste positie en daalde het de weken er na, om daarna weer weken achtereenvolgend te klimmen. Dit patroon kwam meerdere malen voor. In haar 67ste week, op 11 augustus 2007, bereikte het haar piek op de zesde positie. Dit werd veroorzaakt door de grootste singlesucces van het album, Shut Your Eyes dat na vijfde single in de re-release de zeventiende positie in de Single Top 100 behaalde en de veertiende positie in de Top 40. In totaal verbleef het album 88 weken in de lijst en verdween het twee maal uit de lijst om terug te keren. Na het optreden op Pinkpop 2009 bereikte het album de eerste positie in de Backcatalogue Top 50. Toen de band op 22 juli 2009 in Amsterdam een geheim concert gaf ter promotie van de release van de single If There's a Rocket Tie Me to It, werd de band een platina schijf aangeboden voor het album, waarmee er ruim 50.00 exemplaren verkocht zijn. Het album wordt tot op heden goed gedownload, gezien het feit dat het album sinds haar release onafgebroken in de iTunes Album Top 100 staat.
In Vlaanderen debuteerde het album op 13 mei 2006 op de 62ste positie en zette daarna een dalende trend neer. Vervolgens steeg het album dankzij single Chasing Cars, die de derde positie bereikte, opnieuw in de lijst en behaalde de twaalfde positie. Het album daalde vervolgens weer in de lijst en had een opleving in januari 2007. In april verdween het album in de lijsten en kwam in juli de lijst weer binnen na het succes van nummer 1-notering van Shut Your Eyes. Het album verdween in december 2007 uit de lijst na een duur van 76 weken.
In het Verenigd Koninkrijk was het album het best verkochte van 2006, met ruim twee miljoen exemplaren over de toonbank. Het album bereikte de eerste positie en heeft zesmaal de platina status behaald. Wereldwijd is Eyes Open ruim 4.6 miljoen keer verkocht, waarmee het dubbelplatina is. In de Amerikaanse Billboard 200 is het album ruim 1.2 miljoen maal over de toonbank gegaan en heeft het de meervoudige platina status bereikt. Het album is het succesvolste van de band, waarmee ze de verkopen van voorganger Final Straw overtreffen.

### Singles
| Jaar | Nummer                          | Piek      | Piek              | Piek           | Piek                 | Piek          | Piek                 | Piek           | Piek             | Piek      | Piek      | Piek      | Piek       | Status                |
| Jaar | Nummer                          | NL Top 40 | NL Single Top 100 | VL Ultratop 50 | US Billboard Hot 100 | UK Hitlist 75 | US Alternative Songs | AU ARIA Charts | DU Singles Chart | NZ Top 40 | OO Top 75 | SE Top 60 | ZW Top 100 | Status                |
| ---- | ------------------------------- | --------- | ----------------- | -------------- | -------------------- | ------------- | -------------------- | -------------- | ---------------- | --------- | --------- | --------- | ---------- | --------------------- |
| 2006 | "You're All I Have"             | –         | 88                | tip9           | –                    | 7             | –                    | –              | 100              | 25        | –         | –         | –          | –                     |
| 2006 | "Chasing Cars"                  | 24        | 21                | 3              | 5                    | 6             | 8                    | 53             | 8                | 3         | 2         | 40        | 4          | AU: Platina; DU: Goud |
| 2006 | "Hands Open"                    | –         | –                 |                | –                    | –             | 34                   | –              | –                | 34        | –         | –         | –          | –                     |
| 2006 | "Set the Fire to the Third Bar" | –         | –                 | 41             | 56                   | 18            | –                    | –              | –                | –         | –         | –         | –          | –                     |
| 2007 | "Open Your Eyes"                | –         | –                 | –              | –                    | 26            | –                    | –              | 73               | –         | –         | –         | –          | –                     |
| 2007 | "Shut Your Eyes"                | 14        | 17                | –              | –                    | 26            | –                    | –              | 15               | –         | 12        | –         | 26         | –                     |

### Album

#### Noteringen
| Eyes Open in de Nederlandse Album Top 100 - binnen: 6 mei 2006 | Eyes Open in de Nederlandse Album Top 100 - binnen: 6 mei 2006 | Eyes Open in de Nederlandse Album Top 100 - binnen: 6 mei 2006 | Eyes Open in de Nederlandse Album Top 100 - binnen: 6 mei 2006 | Eyes Open in de Nederlandse Album Top 100 - binnen: 6 mei 2006 | Eyes Open in de Nederlandse Album Top 100 - binnen: 6 mei 2006 | Eyes Open in de Nederlandse Album Top 100 - binnen: 6 mei 2006 | Eyes Open in de Nederlandse Album Top 100 - binnen: 6 mei 2006 | Eyes Open in de Nederlandse Album Top 100 - binnen: 6 mei 2006 | Eyes Open in de Nederlandse Album Top 100 - binnen: 6 mei 2006 | Eyes Open in de Nederlandse Album Top 100 - binnen: 6 mei 2006 | Eyes Open in de Nederlandse Album Top 100 - binnen: 6 mei 2006 | Eyes Open in de Nederlandse Album Top 100 - binnen: 6 mei 2006 | Eyes Open in de Nederlandse Album Top 100 - binnen: 6 mei 2006 | Eyes Open in de Nederlandse Album Top 100 - binnen: 6 mei 2006 | Eyes Open in de Nederlandse Album Top 100 - binnen: 6 mei 2006 | Eyes Open in de Nederlandse Album Top 100 - binnen: 6 mei 2006 | Eyes Open in de Nederlandse Album Top 100 - binnen: 6 mei 2006 | Eyes Open in de Nederlandse Album Top 100 - binnen: 6 mei 2006 | Eyes Open in de Nederlandse Album Top 100 - binnen: 6 mei 2006 | Eyes Open in de Nederlandse Album Top 100 - binnen: 6 mei 2006 | Eyes Open in de Nederlandse Album Top 100 - binnen: 6 mei 2006 | Eyes Open in de Nederlandse Album Top 100 - binnen: 6 mei 2006 | Eyes Open in de Nederlandse Album Top 100 - binnen: 6 mei 2006 | Eyes Open in de Nederlandse Album Top 100 - binnen: 6 mei 2006 | Eyes Open in de Nederlandse Album Top 100 - binnen: 6 mei 2006 | Eyes Open in de Nederlandse Album Top 100 - binnen: 6 mei 2006 | Eyes Open in de Nederlandse Album Top 100 - binnen: 6 mei 2006 | Eyes Open in de Nederlandse Album Top 100 - binnen: 6 mei 2006 | Eyes Open in de Nederlandse Album Top 100 - binnen: 6 mei 2006 | Eyes Open in de Nederlandse Album Top 100 - binnen: 6 mei 2006 |
| Week                                                           | 1                                                              | 2                                                              | 3                                                              | 4                                                              | 5                                                              | 6                                                              | 7                                                              | 8                                                              | 9                                                              | 10                                                             | 11                                                             | 12                                                             | 13                                                             | 14                                                             | 15                                                             | 16                                                             | 17                                                             | 18                                                             | 19                                                             | 20                                                             | 21                                                             | 22                                                             | 23                                                             | 24                                                             | 25                                                             | 26                                                             | 27                                                             | 28                                                             | 29                                                             | 30                                                             |
| -------------------------------------------------------------- | -------------------------------------------------------------- | -------------------------------------------------------------- | -------------------------------------------------------------- | -------------------------------------------------------------- | -------------------------------------------------------------- | -------------------------------------------------------------- | -------------------------------------------------------------- | -------------------------------------------------------------- | -------------------------------------------------------------- | -------------------------------------------------------------- | -------------------------------------------------------------- | -------------------------------------------------------------- | -------------------------------------------------------------- | -------------------------------------------------------------- | -------------------------------------------------------------- | -------------------------------------------------------------- | -------------------------------------------------------------- | -------------------------------------------------------------- | -------------------------------------------------------------- | -------------------------------------------------------------- | -------------------------------------------------------------- | -------------------------------------------------------------- | -------------------------------------------------------------- | -------------------------------------------------------------- | -------------------------------------------------------------- | -------------------------------------------------------------- | -------------------------------------------------------------- | -------------------------------------------------------------- | -------------------------------------------------------------- | -------------------------------------------------------------- |
| Nummer                                                         | 26                                                             | 34                                                             | 48                                                             | 30                                                             | 40                                                             | 46                                                             | 52                                                             | 74                                                             | 74                                                             | 85                                                             | 88                                                             | 85                                                             | 75                                                             | 69                                                             | 51                                                             | 50                                                             | 15                                                             | 24                                                             | 35                                                             | 31                                                             | 39                                                             | 52                                                             | 64                                                             | 32                                                             | 34                                                             | 29                                                             | 25                                                             | 56                                                             | 68                                                             | 70                                                             |
| Week                                                           | 31                                                             | 32                                                             | 33                                                             | 34                                                             | 35                                                             | 36                                                             | 37                                                             | 38                                                             | 39                                                             | 40                                                             | 41                                                             | 42                                                             | 43                                                             | 44                                                             | 45                                                             | 46                                                             | 47                                                             | 48                                                             | 49                                                             | 50                                                             | 51                                                             | 52                                                             | 53                                                             | 54                                                             | 55                                                             | 56                                                             | 57                                                             | 58                                                             | 59                                                             | 60                                                             |
| Nummer                                                         | 69                                                             | 82                                                             | 65                                                             | 56                                                             | 48                                                             | 32                                                             | 31                                                             | 33                                                             | 31                                                             | 39                                                             | 44                                                             | 38                                                             | 46                                                             | 53                                                             | 49                                                             | 50                                                             | 46                                                             | 40                                                             | 34                                                             | 29                                                             | 42                                                             | 36                                                             | 41                                                             | 38                                                             | 38                                                             | 34                                                             | 19                                                             | 19                                                             | 21                                                             | 36                                                             |
| Week                                                           | 61                                                             | 62                                                             | 63                                                             | 64                                                             | 65                                                             | 66                                                             | 67                                                             | 68                                                             | 69                                                             | 70                                                             | 71                                                             | 72                                                             | 73                                                             | 74                                                             | 75                                                             | 76                                                             | 77                                                             | 78                                                             | 79                                                             | 80                                                             | 81                                                             | 82                                                             | 83                                                             | 84                                                             | 85                                                             | uit                                                            | 86                                                             | uit                                                            | 87                                                             | 88                                                             |
| Nummer                                                         | 29                                                             | 26                                                             | 11                                                             | 17                                                             | 19                                                             | 8                                                              | 6                                                              | 8                                                              | 11                                                             | 13                                                             | 15                                                             | 30                                                             | 37                                                             | 44                                                             | 46                                                             | 78                                                             | 84                                                             | 80                                                             | 96                                                             | 95                                                             | 100                                                            | 98                                                             | 79                                                             | 78                                                             | 68                                                             | uit                                                            | 99                                                             | uit                                                            | 67                                                             | 54                                                             |

| Eyes Open in de Ultratop 50 Albums - binnen: 13 mei 2006 | Eyes Open in de Ultratop 50 Albums - binnen: 13 mei 2006 | Eyes Open in de Ultratop 50 Albums - binnen: 13 mei 2006 | Eyes Open in de Ultratop 50 Albums - binnen: 13 mei 2006 | Eyes Open in de Ultratop 50 Albums - binnen: 13 mei 2006 | Eyes Open in de Ultratop 50 Albums - binnen: 13 mei 2006 | Eyes Open in de Ultratop 50 Albums - binnen: 13 mei 2006 | Eyes Open in de Ultratop 50 Albums - binnen: 13 mei 2006 | Eyes Open in de Ultratop 50 Albums - binnen: 13 mei 2006 | Eyes Open in de Ultratop 50 Albums - binnen: 13 mei 2006 | Eyes Open in de Ultratop 50 Albums - binnen: 13 mei 2006 | Eyes Open in de Ultratop 50 Albums - binnen: 13 mei 2006 | Eyes Open in de Ultratop 50 Albums - binnen: 13 mei 2006 | Eyes Open in de Ultratop 50 Albums - binnen: 13 mei 2006 | Eyes Open in de Ultratop 50 Albums - binnen: 13 mei 2006 | Eyes Open in de Ultratop 50 Albums - binnen: 13 mei 2006 | Eyes Open in de Ultratop 50 Albums - binnen: 13 mei 2006 | Eyes Open in de Ultratop 50 Albums - binnen: 13 mei 2006 | Eyes Open in de Ultratop 50 Albums - binnen: 13 mei 2006 | Eyes Open in de Ultratop 50 Albums - binnen: 13 mei 2006 | Eyes Open in de Ultratop 50 Albums - binnen: 13 mei 2006 | Eyes Open in de Ultratop 50 Albums - binnen: 13 mei 2006 | Eyes Open in de Ultratop 50 Albums - binnen: 13 mei 2006 | Eyes Open in de Ultratop 50 Albums - binnen: 13 mei 2006 | Eyes Open in de Ultratop 50 Albums - binnen: 13 mei 2006 | Eyes Open in de Ultratop 50 Albums - binnen: 13 mei 2006 | Eyes Open in de Ultratop 50 Albums - binnen: 13 mei 2006 | Eyes Open in de Ultratop 50 Albums - binnen: 13 mei 2006 | Eyes Open in de Ultratop 50 Albums - binnen: 13 mei 2006 | Eyes Open in de Ultratop 50 Albums - binnen: 13 mei 2006 | Eyes Open in de Ultratop 50 Albums - binnen: 13 mei 2006 |  |
| Week                                                     | 1                                                        | 2                                                        | 3                                                        | 4                                                        | 5                                                        | 6                                                        | 7                                                        | 8                                                        | 9                                                        | 10                                                       | 11                                                       | 12                                                       | 13                                                       | 14                                                       | 15                                                       | 16                                                       | 17                                                       | 18                                                       | 19                                                       | 20                                                       | 21                                                       | 22                                                       | 23                                                       | 24                                                       | 25                                                       | 26                                                       | 27                                                       | 28                                                       | 29                                                       | 30                                                       |  |
| -------------------------------------------------------- | -------------------------------------------------------- | -------------------------------------------------------- | -------------------------------------------------------- | -------------------------------------------------------- | -------------------------------------------------------- | -------------------------------------------------------- | -------------------------------------------------------- | -------------------------------------------------------- | -------------------------------------------------------- | -------------------------------------------------------- | -------------------------------------------------------- | -------------------------------------------------------- | -------------------------------------------------------- | -------------------------------------------------------- | -------------------------------------------------------- | -------------------------------------------------------- | -------------------------------------------------------- | -------------------------------------------------------- | -------------------------------------------------------- | -------------------------------------------------------- | -------------------------------------------------------- | -------------------------------------------------------- | -------------------------------------------------------- | -------------------------------------------------------- | -------------------------------------------------------- | -------------------------------------------------------- | -------------------------------------------------------- | -------------------------------------------------------- | -------------------------------------------------------- | -------------------------------------------------------- |  |
| Nummer                                                   | 62                                                       | 54                                                       | 56                                                       | 61                                                       | 66                                                       | 78                                                       | 92                                                       | 84                                                       | 91                                                       | 86                                                       | 75                                                       | 60                                                       | 56                                                       | 39                                                       | 29                                                       | 16                                                       | 12                                                       | 13                                                       | 17                                                       | 24                                                       | 22                                                       | 19                                                       | 19                                                       | 23                                                       | 24                                                       | 27                                                       | 44                                                       | 50                                                       | 53                                                       | 49                                                       |  |
| Week                                                     | 31                                                       | 32                                                       | 33                                                       | 34                                                       | 35                                                       | 36                                                       | 37                                                       | 38                                                       | 39                                                       | 40                                                       | 41                                                       | 42                                                       | 43                                                       | 44                                                       | 45                                                       | 46                                                       | 47                                                       | 48                                                       | 49                                                       | 50                                                       | 51                                                       | uit                                                      | 52                                                       | uit                                                      | 53                                                       | 54                                                       | 55                                                       | 56                                                       | 57                                                       | 58                                                       |  |
| Nummer                                                   | 35                                                       | 25                                                       | 13                                                       | 10                                                       | 9                                                        | 11                                                       | 16                                                       | 20                                                       | 25                                                       | 22                                                       | 24                                                       | 27                                                       | 34                                                       | 35                                                       | 49                                                       | 53                                                       | 56                                                       | 60                                                       | 68                                                       | 84                                                       | 99                                                       | uit                                                      | 91                                                       | uit                                                      | 67                                                       | 55                                                       | 58                                                       | 64                                                       | 66                                                       | 65                                                       |  |
| Week                                                     | 59                                                       | 60                                                       | 61                                                       | 62                                                       | 63                                                       | 64                                                       | 65                                                       | 66                                                       | 67                                                       | 68                                                       | 69                                                       | 70                                                       | 71                                                       | 72                                                       | 73                                                       | 74                                                       | uit                                                      |                                                          |                                                          |                                                          |                                                          |                                                          |                                                          |                                                          |                                                          |                                                          |                                                          |                                                          |                                                          |                                                          |  |
| Nummer                                                   | 62                                                       | 55                                                       | 52                                                       | 53                                                       | 46                                                       | 36                                                       | 34                                                       | 34                                                       | 34                                                       | 32                                                       | 37                                                       | 42                                                       | 45                                                       | 47                                                       | 50                                                       | 59                                                       | uit                                                      |                                                          |                                                          |                                                          |                                                          |                                                          |                                                          |                                                          |                                                          |                                                          |                                                          |                                                          |                                                          |                                                          |  |

#### Nationale lijsten
| Lijst of gebied                  | Provider(s)                | Piek | Bron   | Verkopen   | Certificatie | Bron   |
| -------------------------------- | -------------------------- | ---- | ------ | ---------- | ------------ | ------ |
| Nederlandse Album Top 100        | GfK Dutch Charts BV/NVPI   | 6    | [ 12 ] | nb         | Platina      | [ 13 ] |
| Nederlandse Backcatalogue Top 50 | GfK Dutch Charts BV/NVPI   | 1    |        | nb         | Platina      | [ 13 ] |
| Vlaamse Ultratop 50              | IFPI                       | 9    | [ 12 ] | 20.000+    | Platina      | [ 19 ] |
| Amerikaanse Billboard 200        | Billboard                  | 27   | [ 20 ] | 1.300.000+ | Platina      | [ 21 ] |
| Australische Album Chart         | ARIA                       | 1    | [ 20 ] | 280.000+   | 4× platina   | [ 22 ] |
| Canadese Albums Chart            | CRIA                       | 22   | [ 20 ] | 80.000+    | Platina      | [ 23 ] |
| Europa                           | IFPI                       |      |        | 3.000.000+ | 3× platina   | [ 24 ] |
| Duitse Album Chart               | Media Control              | 17   | [ 20 ] | 30.000+    | Platina      | [ 25 ] |
| Franse Top 200                   | IFPI                       | 67   | [ 12 ] | nb         |              |        |
| Ierse Album Chart                | IRMA                       | 1    | [ 20 ] | 105.000+   | 7× platina   | [ 26 ] |
| Nieuw-Zeeland - Top 50           | RIANZ                      | 1    | [ 12 ] | 45.000+    | 3× platina   | [ 27 ] |
| Oostenrijkse Album Top 75        | IFPI                       | 3    | [ 12 ] | 15.000+    | Goud         | [ 28 ] |
| Spaanse Album Chart              | Promusicae                 | 27   | [ 20 ] | nb         |              |        |
| Verenigd Koninkrijk - Top 40     | BPI/The Official UK Charts | 1    | [ 20 ] | 2.171.018+ | 6× platina   | [ 29 ] |
| Zweedse Top 60                   | GLF                        | 16   | [ 12 ] | nb         |              |        |
| Zwitserse Album Top 100          | Media Control Europe       | 15   | [ 12 ] | nb         |              | [ 30 ] |

## Nominaties en prijzen
| Awards                           | Nominatie    | Prijs                             | Jaar | / |
| -------------------------------- | ------------ | --------------------------------- | ---- | - |
| BRIT Awards                      | Eyes Open    | Best British Album                | 2007 |   |
| BRIT Awards                      | Chasing Cars | Best British Single               | 2007 |   |
| BMI Awards                       | Chasing Cars | One Million US Performances       | 2007 |   |
| BMI Awards                       | Hands Open   | One Million US Performances       | 2007 |   |
| Choice Music Prize               | Eyes Open    | Album of the Year                 | 2006 |   |
| Grammy Awards                    | Chasing Cars | Best Rock Song                    | 2007 |   |
| IFPI Platinum Europe Award       | Eyes Open    | One Million European Sales        | 2006 |   |
| IFPI Platinum Europe Award       | Eyes Open    | Two Million European Sales        | 2007 |   |
| IFPI Platinum Europe Award       | Eyes Open    | Three Million European Sales      | 2009 |   |
| International Dance Music Awards | Chasing Cars | Best Alternative/Rock Dance Track | 2007 |   |
| Meteor Music Awards              | Eyes Open    | Best Irish Album                  | 2007 |   |
| Meteor Music Awards              | Chasing Cars | Most Downloaded Song              | 2007 |   |
| MTV Europe Music Awards          | Eyes Open    | Best Album                        | 2007 |   |
| Q Awards                         | Eyes Open    | Best Album                        | 2006 |   |
| Q Awards                         | Chasing Cars | Best Track                        | 2006 |   |
| TEC Awards                       | Chasing Cars | Record Production/Single or Track | 2007 |   |

## Medewerkers
- Schrijver: Gary Lightbody
- Zanger: Gary Lightbody
- Gastzangeres: Martha Wainwright
- Achtergrondzang: Iain Archer2, Jacknife Lee2, Paul Archer2
- Muziek: Lightbody, Connolly, Wilson, Quinn, Simpson
- Producer: Jacknife Lee
- Engineer - Tom Mcfall, Sam Bell, Stefano Soffia, Simon Wakeling3
- Mixer: Cenzo Townshend, Owen Skinner
- Mastering: John Davies
- Dvd-regisseur: Mark Thomas
- Snaren
  - Arrangement: James Banbury4
  - Dirigent5: Janice Graham
  - Cello5: Adiran Bradbury, Caroline Dale, Caroline Dearnley, Zoe Martlew
  - Contrabas5: Ben Russell, Leon Bosch
  - Altviool5: Matthew Souter, Maxine Moore, Timothy Grant, William Hawkes, Anya Ullman6
  - Viool5: Janice Graham, Mia Cooper, Paul Willey, Rebecca Irsch, Richard Milone, Ursula Gough, Warren Zielinski, Beatrix Lovejoy, Charles Sewart, Karin Leishman, Maya Magub, Pauline Lowbury, Richard George, Steve Morris, Everton Nelson6, Janice Graham6, Louisa Fuller6, Lucy Williams6
  - Opname: Steve Pryce in de Angel Studios in Londen, Ferg Peterkin6, Pete Hoffmann6
- Koor7: Charlie Clarke, Ciaran Gribbin, Claire Scott, David McGuinty, Eugene Kelly, Fay Russel, Hrafnhildur Halldorsdottir, Iain Archer, Jenny Reeve, Paul Archer, Richeal Reader, Sarah Wilson, Stacey Sievwright
- Piano: Ken Stringfellow8
- Opgenomen in de Grouse Lodge Studios in Ierland en de Parkgate Studios.
- Gemixt in de Olympic Studios in Londen.